# ناظمة قلبية اصطناعية

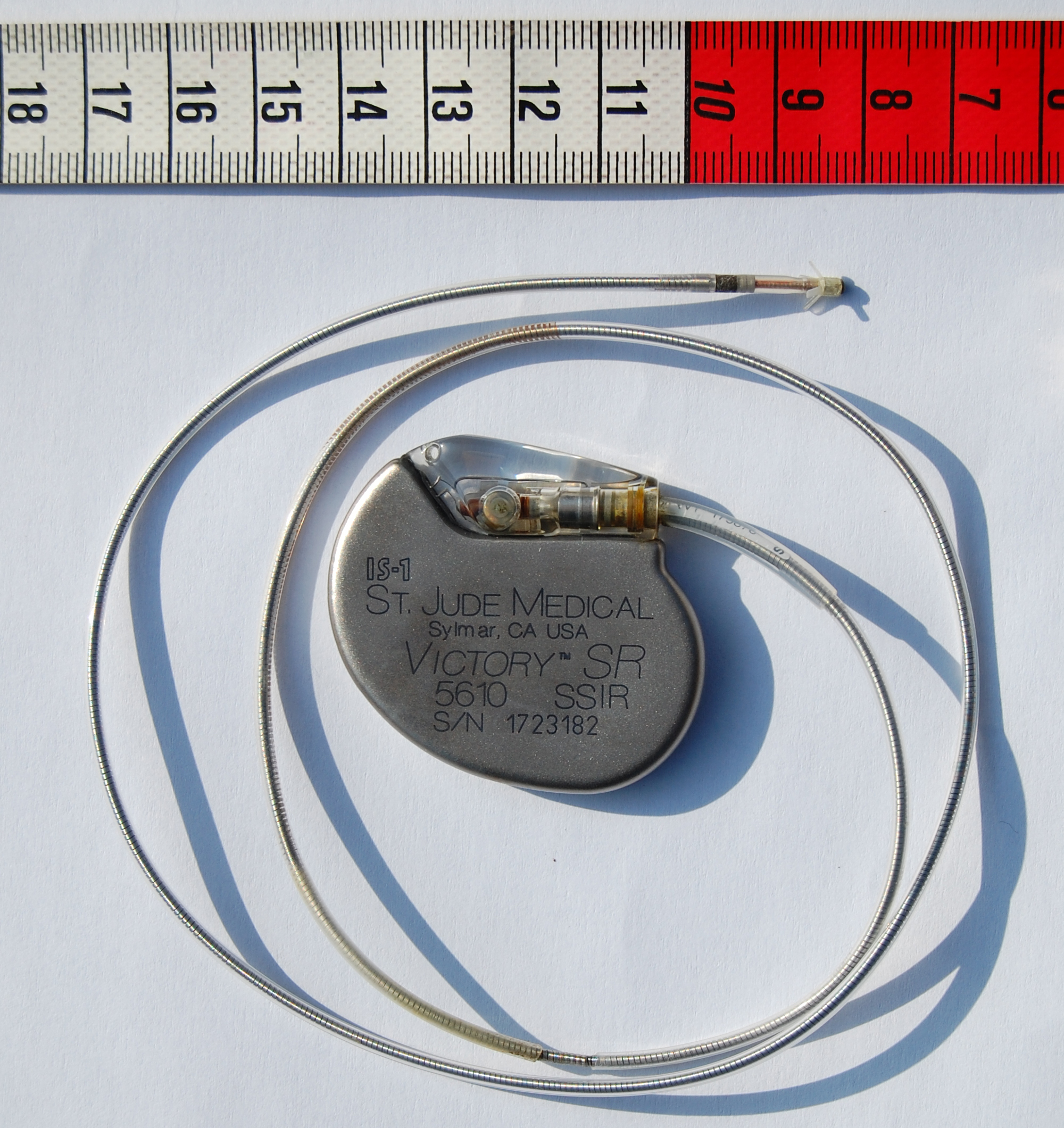
منظم ضربات القلب الاصطناعي مع قطب كهربائي للإدخال عبر الوريد (من سانت جود الطبية). طول جسم الجهاز هو حوالي 3-4 سم طول، وطول القطب الكهربائي بين 50 و 60 سم.

النَّاظِمَة أو النَّاظِمَة القَلْبِيَّة أو منظّم ضربات القلب (بالإنجليزية: pacemaker)‏ أو الناظمة القلبية الاصطناعية أو منظّم ضربات القلب الاصطناعي (بالإنجليزية: artificial pacemaker)‏، لكي لا يختلط المفهوم بمنظّم ضربات القلب الطبيعي) هو جهاز طبي يستخدم تَدَفُّعاتُ كهربائية، تصل عبر أقطاب تضمن انقباض عضلات القلب، لتنظّم ضربات القلب.
إن الغرض الأساسي من منظّم ضربات القلب هو المحافظة على معدل ضربات القلب بشكل كافي، إما لأن سرعة منظّم ضربات القلب الطبيعي غير كافية، أو أن نظام التوصيل الكهربائي للقلب به إحصار. منظم ضربات القلب الحديث قابل للبرمجة خارجيا بحيث يسمح لطبيب القلب تحديد صيغة الإنظام لكل مريض على حدة. بعض الأجهزة تحتوي على منظّم ضربات القلب ومُزيلُ الرَّجَفان في جهاز واحد. والبعض الآخر يحتوي على أقطاب متعددة تقوم بتنبيه مواقع متباينة داخل القلب وتحسّن بدورها تزامن البطينين في القلب.

## التاريخ

### المنشأ

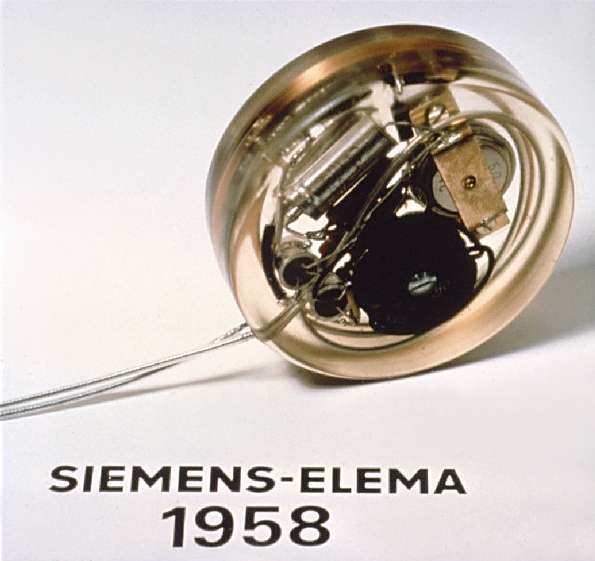
أول ناظمة قابلة للزرع

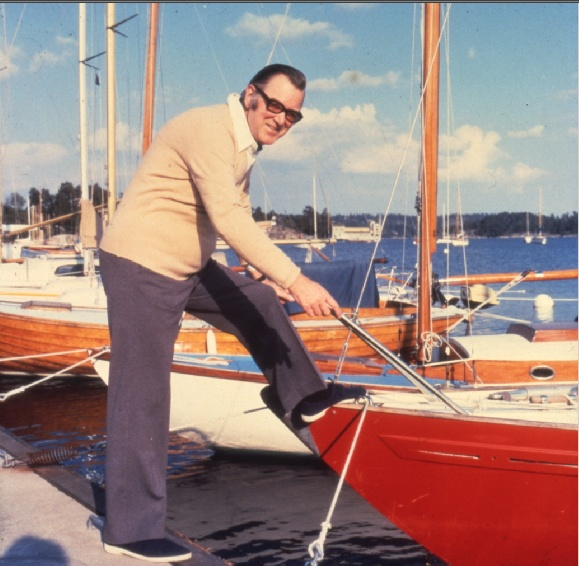
في عام 1958، آرني لارسون (1915-2001) أول من يحصل على ناظمة قابلة للزرع. استخدم ما مجموعه 26 جهاز خلال حياته، وأنشأ حملة من أجل المرضى الآخرين الذين يحتاجون إلى ناظمات.

في عام 1889 نشر جون اليكسندر ماك وليام (John Alexander MacWilliam) تقريرا في المجلة الطبية البريطانية لتجربته في أن تعريض قلب الإنسان لنبضات كهربائية في حالة توقف الانقباض سوف يؤدي إلى انقباض بطيني وأنه بالإمكان إثارة نظم قلبي ما بين 60-70 نبضة في الدقيقة من خلال تطبيق نبضات على تباعد يساوي 60-70\الدقيقة.
في عام 1926 قام الدكتور مارك ليدويل (Dr Mark C Lidwill) من مستشفى الأمير ألفريد الملكي في سيدني بدعم من الفيزيائي ايدجار بوث (Edgar H. Booth) من جامعة سيدني، بابتكار جهاز محمول موصول بنقطة مضيئة يحتوي الجهاز على قطبان الأول يتصل برقعة جلدية غارقة بمحلول ملحي قوي أما الآخر فيتكون من إبرة معزولة بالكامل ما عدا رأسها تستقر في غرفة القلب المناسبة لها. يتفاوت معدل الناظمة من 80 إلى 120 نبضة في الدقيقة كما وتتفاوت الفولطية من 1.5 إلى 120 فولت. في عام 1928 استخدم الجهاز لإحياء مليص (وليد ميت) في (Crown Street Women's Hospital, Sydney) الذي استمر قلبه بالنبض من تلقاء نفسه بعد عشر دقائق من تحفيزه بواسطة الجهاز.
في عام 1932 عمل اِخْتِصَاصِيُّ الفيزيُولُوجْيا البرت هايمان بشكل مستقل ووصف أداته الكهرميكانيكية والمزودة بالطاقة عن طريق محرّك وقد أطلق على اختراعه اسم «ناظمة اصطناعية» وهو الاسم المستخدم حتى هذا الوقت.
وتعزى الفجوة الواضحة في نشر الأبحاث التي أجريت المعقودة منذ بداية ال1930 وحتى الحرب العالمية الثانية إلى إدراك العامة للتدخل في الطبيعة «بإحياء الموتى». وعلى سبيل المثال لم يقم هايمان بنشر المعلومات المتعلقة باستخدام الناظمة التي قام باختراعها للإنسان وذلك بسبب التداعيات السلبية سواء بين زملائه الفيزيائيين أو في تقارير الصحف آنذاك. ليدويل كان مدركا لذلك الأمر ولم يكمل تجاربه على البشر.

### جهاز بطريق الجلد
أنشأ المهندس الكهربائي الكندي جون هوبس الناظمة الخارجية في العام 1950 بإشراف جراح القلب والصدر ويلفرد جوردون بيجلو في مستشفى تورنتو العام. جهاز خارجي أساسي باستخدام تكنولوجيا الصمام المفرغ لتؤمن إنظام عبر الجلد، وقد كان هذا إلى حد ما مؤلم للمريض الذي يستخدم الجهاز، كما وأنه يزوّد الجهاز بالطاقة عبر مقبس تيار متناوب مما يجعل احتمالية عشوائية الاتصال الكهربائي للمريض والذي من المحتمل أن يولد رجفان بطيني.
قام عدد من المبتكرين – ومنهم باول زول- بصنع أجهزة أصغر حجما لكن ظلت الأجهزة الناظمة عبر الجلد كبيرة على مر السنوات تحتاج إلى بطارية قابلة للشحن ذات حجم كبير كمزوّد للطاقة.
في عام 1957 ويليم ويريخ نشر نتائج لبحث أجري في جامعة منيسوتا. هذه الدراسات أثبتت القدرة على استعادة معدل ضربات القلب، النتاج القلبي ومعدل الضغط الأبهري في الحيوانات التي كانت تعاني من إحصار قلبي كامل عن طريق استخدام قطب كهربائي لعضلة القلب.
في عام 1958 قام الطبيب الكولومبي البرتو فيجارانو لفيردي والمهندس الكهربائي الكولومبي جورج رينولدز بومبو بإنشاء ناظمة قلبية خارجية مماثلة للتي أنشأها هوبس وزول، وتبلغ من الوزن 45 كغم وتزود بالطاقة عبر بطارية الرصاص 12فولت، لكنها متصلة بأقطاب كهربائية مرتبطة بالقلب. هذا الجهاز استخدم بنجاح للإبقاء على كاهن يبلغ من العمر 70 عام جيراردو فلورز.
إن التطور الذي طرأ على ترانزيستورات السيليكون وتوفرها التجاري للمرة الأولى في عام 1956 يعد حدثا محوريا أدى إلى تطوير علمي سريع في الناظمات القلبية.

### جهاز قابل للارتداء
في عام 1958 أنتج المهندس ايرل باكن من منيبولس منيسوتا أول ناظمة خارجية قابلة للارتداء للمريض س.والتن ليتشيلي. ناظمة تحتوي على ترانزيستور تحفظ بصندوق بلاستيكي صغير لها ضوابط تسمح بتعديل معدل ضربات القلب والنتاج القلبي وتتصل بأسلاك توصيل كهربائية تمر عبر جلد المريض لتنتهي بأقطاب متصلة بسطح عضلة القلب.
إحدى المرضى الأوائل لاستخدام ناظمة لوكس كانت امرأة في الثلاثين من العمر حيث أجريت العملية في 1964 في مستشفى رادكليف في اوكسفورد على يد الجراح آلف جاننينغ من جنوب افريقيا والذي أصبح لاحقا بروفيسور كان تلميذا للدكتور كريستيان برنارد. هذه العملية الرائدة كانت بتوجيه مستشار القلب د.بيتر سليت في مستشفى رادكليف في اوكسفورد وفريق البحث الخاص به من مستشفى سانت جورج في لندن. أصبح د.سليت بروفيسور في طب القلب والأوعية الدموية في جامعة أوكسفورد.

### جهاز مزروع

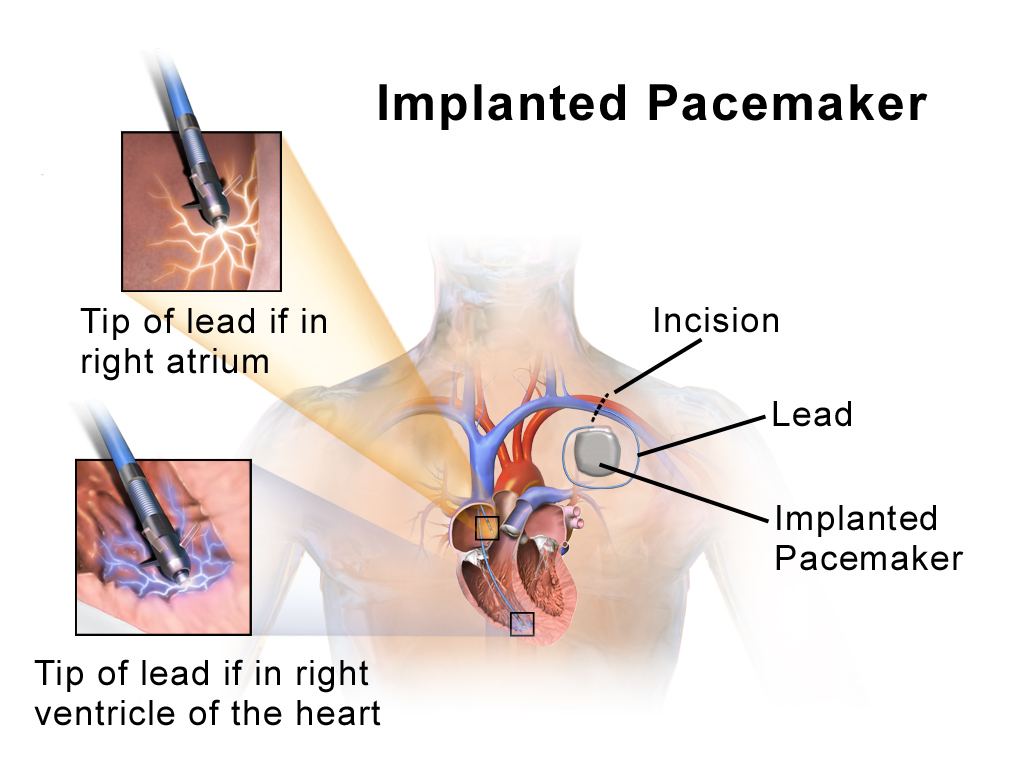
توضيح لناظمة قابلة للزرع

أول تطبيق عملي لزراعة ناظمة في البشر كان في عام 1958 في معهد كارولينسكا سولنا|كارولينسكا-سولنا، السويد باستخدام ناظمة من تصميم رون ميفست والجراح آكي سيننينغ، الجهاز متصل بأقطاب كهربائية ترتبط بعضلة القلب عن طريق عملية بَضْعُ الصَّدْر (Thoracotomy). وقد فشل الجهاز بعد ثلاث ساعات من زراعته. وتم زراعة الجهاز الثاني والذي استمر لمدة يومين. أول مريض قام بزراعة ناظمة، آرني لارسون، وقد حصل على 26 جهاز مختلف خلال حياته. توفي في عام 2001، عن عمر يناهز ال 86، عايش المخترع وكذلك الجراح.
عام في عام 1959 ظهرت لأول مرة الناظمة عبر الوريد على يد سيمور فورمان ودون شويل حيث أن قطب القسطرة يتم إدخاله عبر الوريد البازلي (basilic vein)
في شباط من العام 1960 تمت زراعة نسخة معدلة لتصميم السويدي الميفست في الاوروغواي في مستشفى كوسمو 1 على يد الطبيبان اورستس فيندرا وروبرتو روبيو. ولقد دام هذا الجهاز حتى توفي المريض في مرض آخر بعد تسعة أشهر. الجهاز الأول السويدي التصميم اعتمد استخدام بطاريات قابلة للشحن عن طريق الحث من الخارج. وكانت أول الأجهزة المزروعة في أميركا
الناظمات المزروعة في الجسم والتي شيدت من قبل المهندس ويلسون جريتباتش تم استخدامها في البشر من أبريل 1960 بعد تجارب واسعة النطاق على الحيوانات. تباينت ابتكار جريتباتش من الأجهزة السويدية السابقة في استخدام الخلايا الأولية (بطارية الزئبق) كمصدر للطاقة. أول مريض عاش 18 شهرا أخرى.
كان الاستخدام الأول للناظمات عبر الوريد بالتزامن مع الناظمات المزروع من قبل باروسنت في أميركا، لاجيرجين في السويد وجين-جاكيوس ويلت في فرنسا في 1962-1963. وتطلب عملية عبر الوريد؛ إحداث جرح في الوريد لإدخال قطب القسطرة بتوجيه التَنْظيرٌ التَأَلُّقِيّ (Fluoroscopy) إلى أن تم ايداعه داخل الترابيق من البطين الأيمن. وقد كانت هذه الطريقة هي الأفضل في منتصف ال 1960.
قام جراح القلب ليون ابرامز والمهندس الطبي راي لايتوود بتطوير وزرع أول ناظمة قلبية تخضع لسيطرة وتحكم المريض بمعدل ضربات القلب في عام 1960 بجامعة برمنغهام. وكانت أول زراعة في مارس 1960 وتبعتها عمليتين زراعة في الشهر التالي. حيث أن العمليات التي أجريت لهؤلاء المرضى حققت مستردات جيدة وضمنت لهم الحياة بجودة عالية. وبحلول عام 1966 خضع 56 مريضا لعمليات الزراعة ليبقى كل مريض حيا ما يزيد عن الخمس سنوات والنصف.

### بطارية الليثيوم

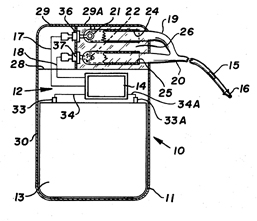
أول ناظمة في العالم مزودة بالطاقة ببطارية يوديد الليثيوم. القلب شركة ناظمات القلب 1972

إن الأجهزة المزروعة السابقة كانت تعاني من انعدام الثقة وقصر عمر الخلية التكنولوجية الأولية والتي كانت في الأساس من بطارية الزئبق. في أواخر ال1960 قامت العديد من الشركات بما فيها ARCO في أمريكيا بإنشاء ناظمات مزودة ببطارية النظائر المشعة، لكن تفوق على هذا الإنجاز تطور خلية أيون الليثيوم (بطارية الليثيوم) في عام 1971 لويلسن جريتباتش. أصبحت خلايا يوديد الليثيوم أو أنود الليثيوم معيارا لتصميمات الناظمة في المستقبل.
عقبة أخرى في إمكانية الوثوق بالأجهزة الأولى هي تأثير انتشار بخار الماء الناتج عن سوائل الجسم من خلال تغليفه الإيبوكسي الصمغية على الدائرة الكهربائية. وتم التغلب على هذه الظاهرة بتغطية مولد الناظمة بصندوق معدني محكم الإغلاق بداية في شركة تليكترونيكس في أستراليا في عام 1969 وتبعتها شركة ناظمات القلب في منيوستافي عام 1972. تقنية استخدام التيتانيوم كمعدن للتغطية أصبحت معيارا أساسيا في منتصف السبعينات.
في التاسع من تموز عام 1974 مانيويل فيلافنا وانثونث ادوسي مؤسسي شركة ناظمات القلب (Guidant) في سانت بول منيوستا، صنعت أول ناظمة قلب في العالم باستخدام بطارية بالحالة الصلبة من أنود الليثيوم وأيوديد الليثيوم.
من الذين ساهموا بشكل كبير في التطور التكنولوجي للناظمة في السنوات الرائدة بوب اندرسون من ميدترونيك مينيابوليس، JG (جيفري) ديفيز من مستشفى سانت جورج في لندن، باروخ بيركوفيتس وشيلدون ثالر من البصريات الأمريكية، جيفري يكهام من تليكترونيكس أستراليا، والتر كيلر من الشركة القلبية لميامي، هانز ثوراندر الذي انضم للمذكور مسبقا رون ايلمكويست من ايلما شوناندر في السويد، جانويلم فان دن بيرغ من هولندا وانطوني ادوسي من شركة ناظمات القلب.

### داخل القلب
في عام 2013، أعلنت شركات متعددة أجهزة يمكن إدخالها بالقسطرة عن طريق الساق بدلا من الجراحة. وهي تقريبا بحجم وشكل الفيتامينات، أصغر بكثير من حجم الناظمة التقليدية. عند زراعتها، تتصل أسنان الجهاز بالعضلات وتحافظ على نبضات القلب. ويعمل المهندسين والعلماء حاليا على هذا النوع من الأجهزة. في تشرين الثاني من العام 2014 تلقى المريض، بيل بايك فيربانكس، ألاسكا، ناظمة الميدترونيك ميكرا في مستشفى سانت فنسنت في بروفيدانس بورتلاند (اوريغون). وقد كان الطبيب راندولف جونز، اختصاصي كهربية القلب. في عام 2014 أعلنت شركة سانت جود الطبية أول تسجيلاتها في دراسة راصدة للناظمة غير المحتوية على أقطاب لتقييم تكنولوجيا الإنظام بدون أقطاب (النانوستيم)Nanostim . يتلقى جهاز ناظمة النانوستيم Nanostim علامة سي إي (CE) عام 2013. وقد استخدمت زراعة هذه الاجهزة بعد الموافقة في أوروبا. تم إيقاف الدراسة الأوروبية مؤخرا، بعد بيان ستة ثقوب أدت إلى وفاة مريضين. بعد أن قام محققو شركة سانت جود الطبية منذ ذلك الحين باستئناف الدراسة. لكن في الولايات المتحدة لا يزال هذا العلاج غير حاصل على الموافقة من قبل إدارة الاغذية والعقاقير. في حين أن سانت جود نانوستيم وميدترونيك ميكرا هي مجرد أجهزة ناظمة لحجرة واحدة فمن المتوقع أن الإنظام ثنائي الحجرات الخالي من الأقطاب للمرضى الذين يعانون من إِحْصارٌ أُذَينِيٌّ بُطَينِيّ قد يصبح ممكنا في ظل المزيد من التطوير.

## طرق الإنظام

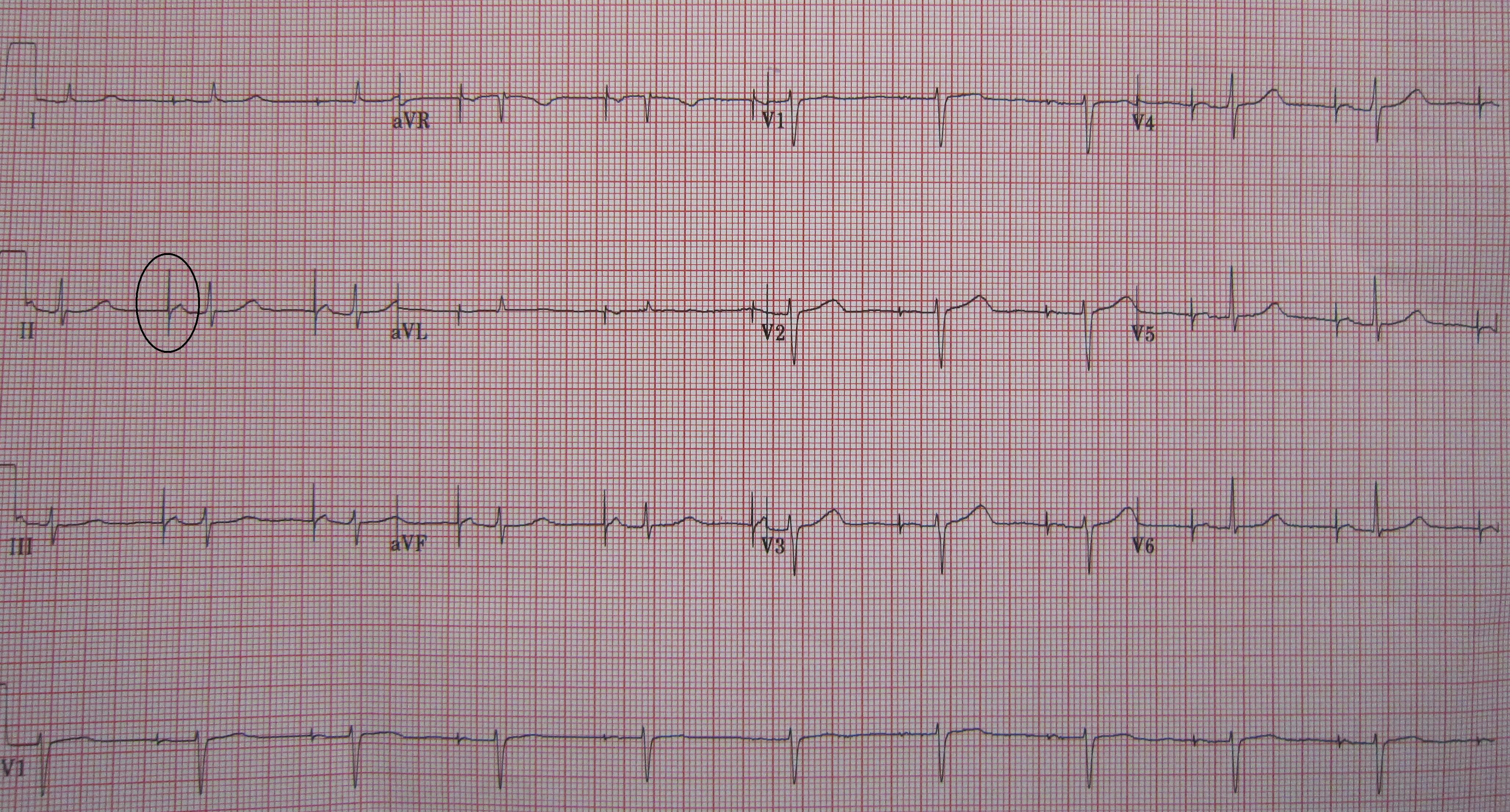
شريط من مخطط كهربية القلب لنظم تحديد العتبة في مريض مع منظم بطيني(النخابي) مؤقت. وضعت أسلاك الناظمة النخابية بعد انهيار المريض أثناء جراحة الصمام الأورطي. في النصف الأول من الرسم تحفز الناظمة بسرعة 60 نبضة في الدقيقة نتيجة في مركبات QRS واسعة مع نمط إِحْصارُ حُزَيمِيّ أيمن. تضعف سرعة التحفيز تدريجيا، مما يؤدي إلى توقف الانقباض في النصف الثاني من الرسم. في نهاية الرسم تشوه ناتج عن تقلصات في العضلات نتيجة لنوبة (قصيرة) من نقص الأكسجين. ولأن انخفاض قدرة تحفيز الناظمة لا تؤدي إلى نظم إِفْلاَتٌ بُطَينِيّ، يمكن القول بأن المريض معتمد على الناظمة وبحاجة لها.

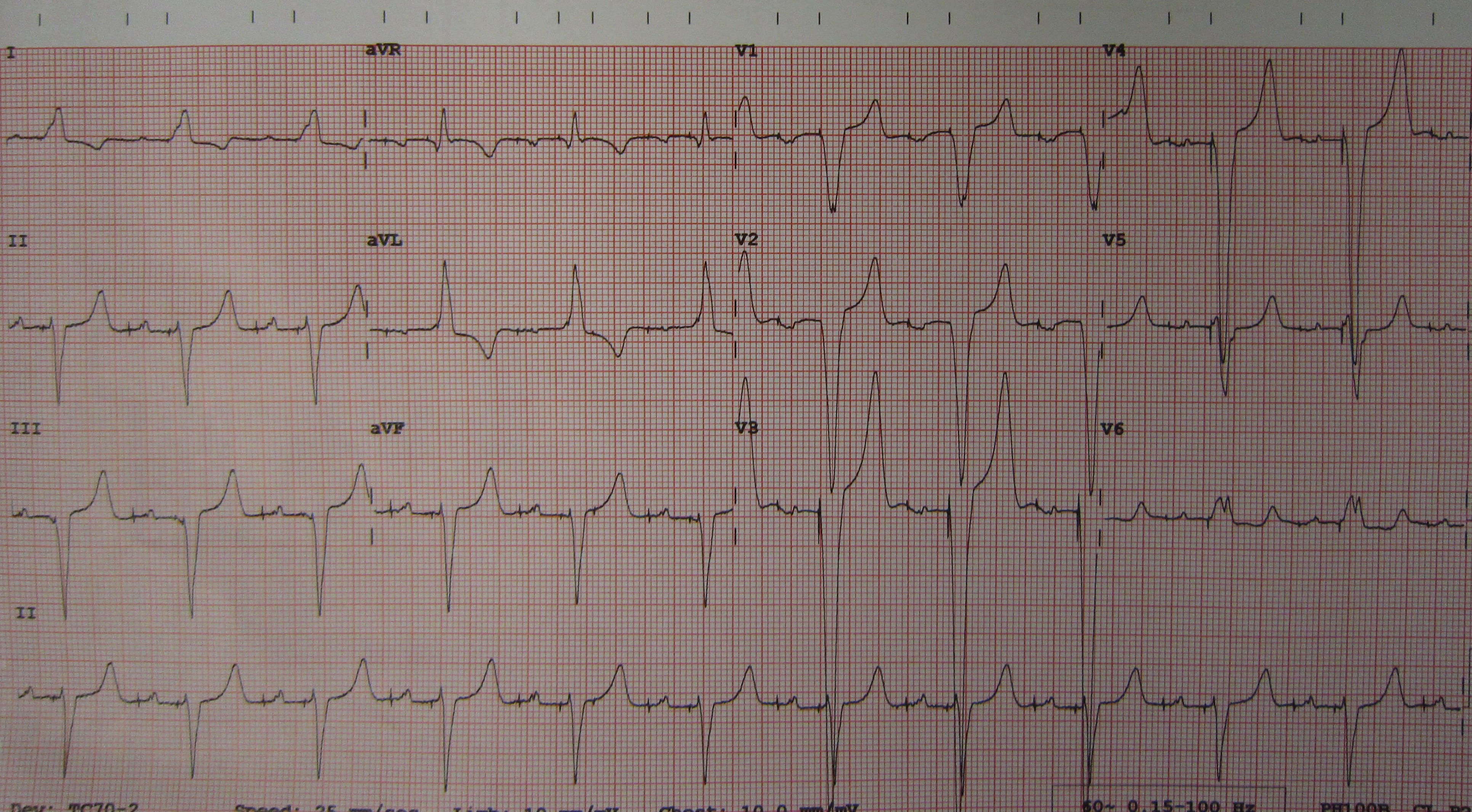
تخطيط كهربية القلب لشخص مع ناظمة ثنائية الحجرات

### إنظام صادم
ويعرف أيضا بالإنظام الميكانيكي بطَرِيْقِ الصَّدْر، وهو استخدام قبضة مغلقة عادة ما توضع على الجزء السفلي للجهة اليسرى عظمة القص (sternum) فوق البطين الأيمن في الوريدين الأجوفين تقوم بضرب من مسافة 20-30 سم لتحث البطين على النبض (المجلة البريطانية للتخدير تشير إلى أنه يتوجب هذا الامر لرفع ضغط البطين إلى 10-15مم زئبقي لإنتاج نشاط كهربائي). وهذه طريقة قديمة تستخدم فقط لإنقاذ حياة المريض إلى أن يتم إحضار ناظمة كهربائية للمريض.

### إنظام عبر الجلد
ويسمى أيضا الإنظام الخارجي ويستحب لاستقرار دِينَاميكيٌّ دَمَوِيّ أولي في حالات تباطؤ القلب بشكل كبير في جميع أنواعه. وتتم العملية بوضع ضمادتين الإنظام على صدر المريض إما على الجزء الأمامي | الجانبي أو الأمامي| الخلفي. ويختار المنقذ سرعة الإنظام، ويقوم تدريجيا بزيادة تيار الإنظام (بالميلي أمبير) إلى أن يتم التقاط كهربي (يمكن تميزها في تخطيط كهربية القلب بحيث يكون المُرَكَّبُ QRS واسع وموجة T طويلة وعريضة)، مع وجود نبض متناظر. خادِعَة الإنظام على تخطيط كهربية القلب والنقضان العضلي الشديد قد يجعل تحديد هذا الأمر صعبا إلى حد ما. ولا ينبغي الاعتماد على الإنظام الخارجي لفترة زمنية طويلة. إنها عملية طارئة مؤقتة إلى أن يتم الإنظام عبر الوريد أو غيرها من العلاجات.

### إِنْظامٌ نِخَابِيٌّ

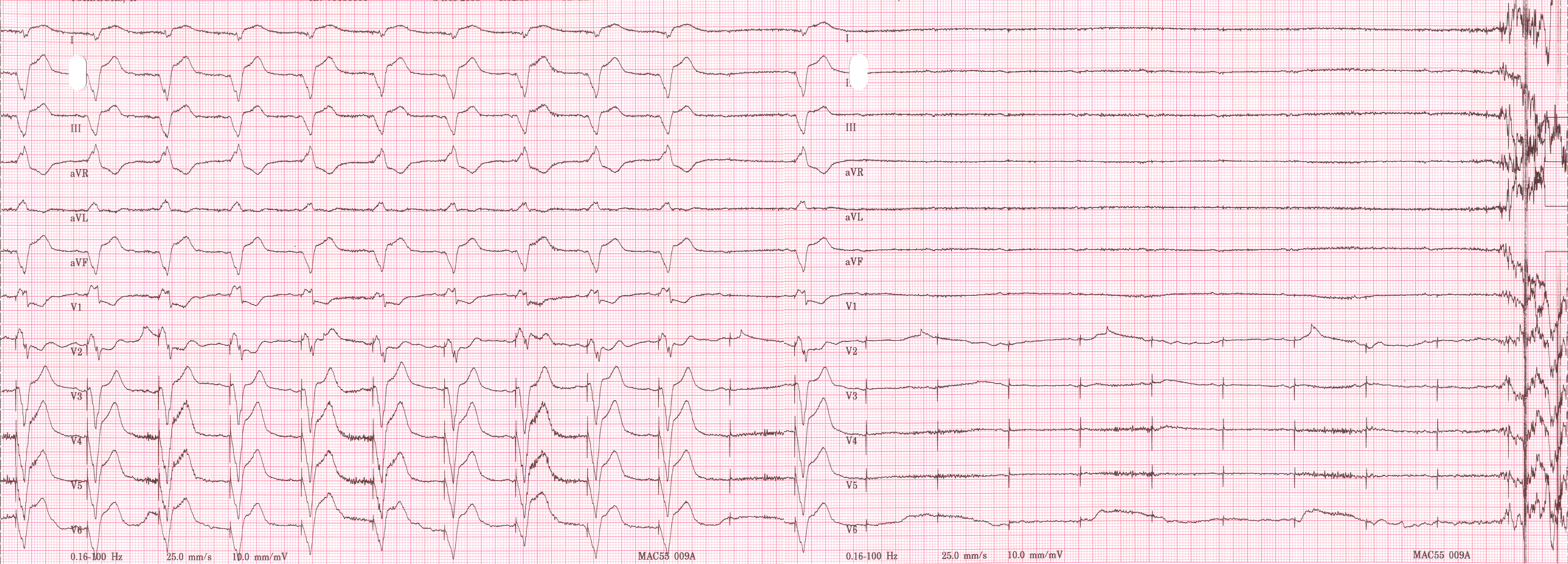
شريط من مخطط كهربية القلب لنظم تحديد العتبة في مريض مع منظم بطيني(النخابي) مؤقت. وضعت أسلاك الناظمة النخابية بعد انهيار المريض أثناء جراحة الصمام الأورطي. في النصف الأول من الرسم تحفز الناظمة بسرعة 60 نبضة في الدقيقة نتيجة في مركبات QRS واسعة مع نمط إِحْصارُ حُزَيمِيّ أيمن. تضعف سرعة التحفيز تدريجيا، مما يؤدي إلى توقف الانقباض في النصف الثاني من الرسم. في نهاية الرسم تشوه ناتج عن تقلصات في العضلات نتيجة لنوبة (قصيرة) من نقص الأكسجين. ولأن انخفاض قدرة تحفيز الناظمة لا تؤدي إلى نظم إِفْلاَتٌ بُطَينِيّ، يمكن القول بأن المريض معتمد على الناظمة وبحاجة لها.

ويستخدم الإِنْظامٌ النِخَابِيٌّ المؤقت خلال عملية القلب المفتوح حيث أنه قد تستوجب العملية الجراحية إحداث إِحْصارٌ أُذَينِيٌّ بُطَينِيّ. توضع الأقطاب باتصال مع الجدار الخارجي للبطين (النِّخاب) للحفاظ على نتاج قلبي كافي إلى أن يتم ادخال قطب مؤقت عبر الوريد.

### إنظام عبر الوريد

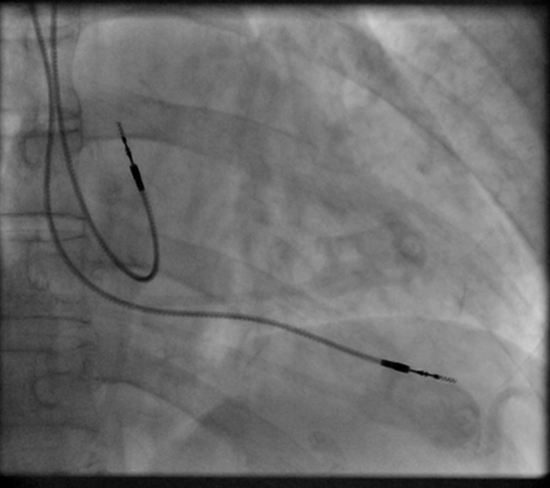
يمكن رؤية أسلاك البطين الأيمن والأذين الأيمن بتصوير الأشعة السينية أثناء زراعة الناظمة سلك الأذين هو المنحني على شكل U في الجزء الأيسر العلوي من الصورة.

عند استخدامها للإنظام المؤقت فهي بديل عن الإنظام عبر الجلد. يتم إدخال سلك الناظمة في الوريد تحت ظروف معقمة من ثم تمر في الأذين الأيمن أو البطين الأيمن. بعد ذلك يتم إيصال سلك الناظمة بجهاز الناظمة الخارجي خارج الجسم. الإنظام عبر الوريد يستخدم إلى حين وضع الناظمة الدائمة. ويمكن إبقاءها حتى يتم وضع الناظمة الدائمة أو أن المريض لم يعد بحاجة للناظمة فيتم إزالتها.

### إنظام تَحْتَ التَّرْقُوَة
إنظام دائم بناظمة مزروعة تتطلب إدخال عبر الوريد لقطب أو أكثر في حجرة من حجرات القلب أو أكثر، والجهاز مزروع تحت الجلد أسفل عظمة التَرْقُوَة. يتم تنفيذ العملية عن طريق شق الوريد المناسب ومن ثم إدخال سلك القطب ليمر على طول الوريد، من خلال صمام القلب، حتى وضعه في إحدى حجرات القلب. إن هذه العملية مدعمة بتوجيه التَنْظيرٌ التَأَلُّقِيّ (Fluoroscopy) والذي يتيح للطبيب رؤية مرور سلك القطب. بعد التأكد من إيداع القطب بصورة مرضية يتم إيصال الطرف الآخر منه في مولد الناظمة
هناك ثلاثة أنواع أساسية من الناظمات الدائمة، مصنفة وفقا لعدد الحجرات المكتنفة وآلية عملها:
- ناظمة قلبية لحجرة واحدة: في هذا النوع هناك سلك إنظام واحد يتم وضعه في القلب إما في البطين أو في الأذين.[33]
- ناظمة قلبية ثنائية الحجرات: ويتم هنا وضع الأسلاك في حجرتين من حجرات القلب. إحداهما في البطين والأخرى في الأذين. هذا النوع يشبه ناظمة القلب الطبيعية حيث أنها تدعم القلب في التنظيم بين البطينين والأذينين.[33]

## الوظيفة الأساسية
لدى الناظمات الحديثة وظائف متعددة، وتعد مراقبة نَظْم القلب الأصلي هي الوظيفة الأساسية وعندما لا ترصد الناظمة ضَرْبَةٌ قَلْبِيَّةٌ خلال الفترة الزمنية الطبيعية بين ضربة وأخرى من ضربات القلب تقوم الناظمة بتحفيز بطين القلب بنبضة قصيرة ذات جهد منخفض، عملية الاستشعار والتحفيز تستمر عند كل نبضة.
الأشكال الأكثر تعقيدا تمتلك القدرة على استشعار و/أو تحفيز كلا الحجرات القلبية الأذين والبطين.
| I                        | II                         | III                 | IV             | V                   |
| ------------------------ | -------------------------- | ------------------- | -------------- | ------------------- |
| الحجرات التي يتم انظامها | الحجرات التي يتم استشعارها | الاستجابة للاستشعار | معدل تضمين     | إنظام لمواقع متعددة |
| O = لا شيء               | O = لا شيء                 | O = لا شيء          | O = لا شيء     | O = لا شيء          |
| A = الأذين               | A = الأذين                 | T = أثار            | R = معدل تضمين | A = الأذين          |
| V = البطين               | V = البطين                 | I = تثبيط           |                | V =البطين           |
| D = ثنائي (A+V)          | D = ثنائي (A+V)            | D = ثنائي (T+I)     |                | D = ثنائي (A+V)     |

بناء على ذلك فإن وضع الإنظام الأساسي للبطين هو VVI أو مع معدل سرعة آلي أثناء ممارسة التمارين VVIR –هذا الوضع ملائم في حال لم تكن هناك حاجة للتزامن مع نبضات الأذين كما في الرجفان الأذيني. وضع الإنظام المكافئ في الأذين هو AAI أو AAIR وهو الأنسب في حال كان التَوصيلٌ الأُذَينِيٌّ البُطَينِيّ سليم لكن الناظمة الطبيعية العُقْدَةُ الجَيْبِيَّةُ الأُذَيْنِيَّة غير مُعَوَّلة – اعتلال العُقْدَةُ الجَيبِيَّة أو متلازمة العقدة الجيبية المريضة. وعندما تكون المشكلة إِحْصارٌ أُذَينِيٌّ بُطَينِيّ يلزم ناظمة تقوم باستشعار ضَرْبَةُ الأُذَين وبعد فترة التأخر الطبيعية (0.1 -0.2 ثانية) العمل على إثارة ضَرْبَةُ البطين ما لم تحدث بالفعل –هذا هو وضع VDD يتحقق بسلك انظام واحد وأقطاب في الأذين الأيمن (للاستشعار) والبطين (للاستشعار والإنظام). إن الوضعين AAIR و VDDتستخدم على نطاق واسع في أمريكا اللاتينية وأوروبا على خلاف قلة استخدامها في الولايات المتحدة الأمريكية. أكثر الأوضاع استخداما هو DDDR حيث أنه يغطي جميع الخيارات وتحتاج الناظمة هنا إلى أسلاك مفصولة لكل من البطين والأذين وهي أكثر تعقيداً، وتتطلب حذرا في برمجة عملها للحصول على أفضل النتائج.

## انظام البطينين

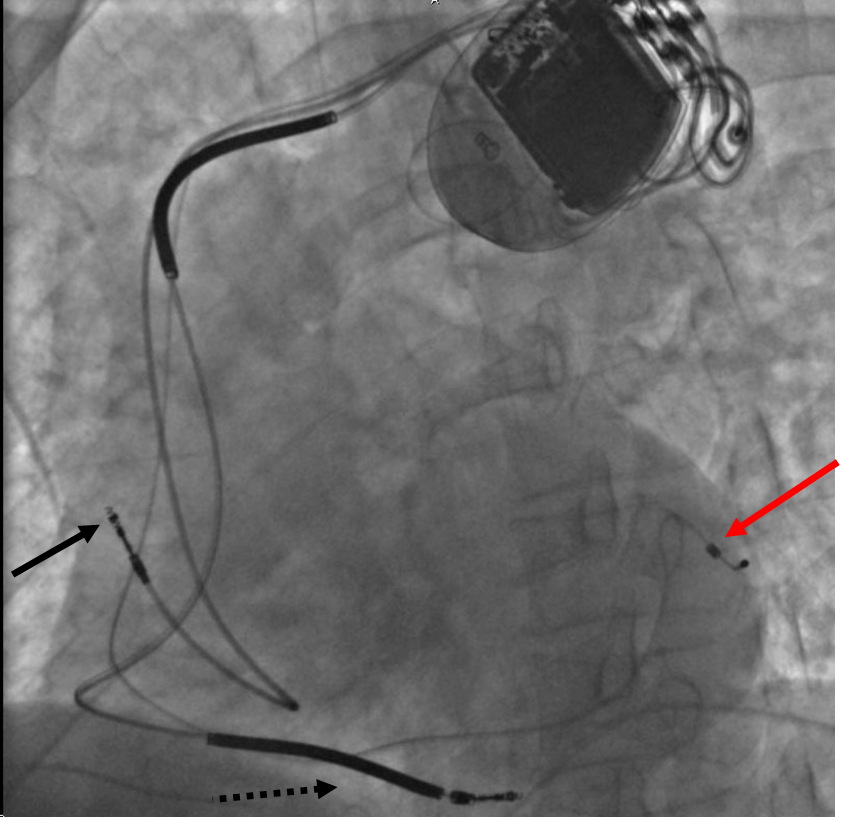
ويمكن رؤية ثلاث أسلاك في هذه الصورة لجهاز إعادة تزامن القلب: سلك الأذين الأيمن (السهم الأسود الصلب)، سلك البطين الأيمن (السهم الأسود المتقطع)، سلك الجيب التاجي (السهم الأحمر). سلك الجيب التاجي يلتف حول الجزء الخارجي من البطين الأيسر، مما يتيح الفرصة لانظام البطين الأيسر. لاحظ أن سلك البطين الأيمن في هذه الحالة يحتوي على جانبين سميكين يمثلان لفائف التوصيل والمولد هنا أكبر من مولدات الناظمات النموذجية، مما يدل على أن هذا الجهاز هو ناظمة ومزيل للرجفان، وهو قادر على تقديم صدمات كهربائية لنظم البطين السريعة والغير طبيعية.

إعادة التزامن القلبي (CRT) ويستخدم في المرضى الذين يعانون من هبوط في القلب حيث أن البطينين الأيمن والأيسر لا ينقبضان معا في وقت واحد وذاك يحدث بما يقارب ال 25-50% من مرضى هبوط القلب. لتعيد التزامن القلبي تستخدم ناظمة البطينين(بالإنجليزية: Biventricular Pacemaker أو Cardiac Resynchronization Therapy)‏ ، حيث يتم انظام كلا من الجدار الجانبي والحاجز للبطين الأيسر.عن طريق انظام جانبي البطين الأيسر تتمكن الناظمة من إعادة التزامن للانقباض البطيني.
أجهزة إعادة التزامن (CRT) تحتوي على الأقل على سلكين أحدهما يمر عبر الوريد الأجوف والأذين الأيمن إلى البطين الأيمن لتحفيز الحاجز، والآخر يمر عبر الوريد الأجوف والأذين الأيمن ومن ثم خلال الجيب الإكليلي لانظام الجدار النخابي للبطين الأيسر. المرضى الذين يمتلكون نَظْمٌ جَيبِيّ طبيعي غالبا ما يكون هنالك سلك في الأذين الأيمن ليساعد على التزامن مع الانقباض الأذيني. وهكذا يمكن تعديل التوقيت ما بين انقباض الأذين والبطين وما بين الجدار الحاجز والجانبي لتحقيق الأداء الأمثل لعضلة القلب .
حققت أجهزة إعادة التزامن (CRT) انخفاضا في مُعَدَّلُ الوَفَياتِ وحسنت من جودة الحياة لمرضى هبوط القلب؛ الكَسْرُ القَذْفِيّ للبطين الأيسر <35% ومركب QRS في تخطيط كهربية القلب أكثر أو يساوي 120 ميلِّي ثانِيَة.
انظام البطينين وحده يشار له CRT-P (للانظام). لبعض المرضى المعرضين لاضْطِرابُ النَّظْم يتم دمج هذه الأجهزة بجهاز مقوم نظم القلب مزيل الرجفان القابل للزرع (ICD) ويعرف بـ CRT-D (لإِزالَةُ الرَّجَفان)، يوفر أيضا حماية فعالة من اضطرابات النظم التي تهدد الحياة.

## التقدم في الأداء

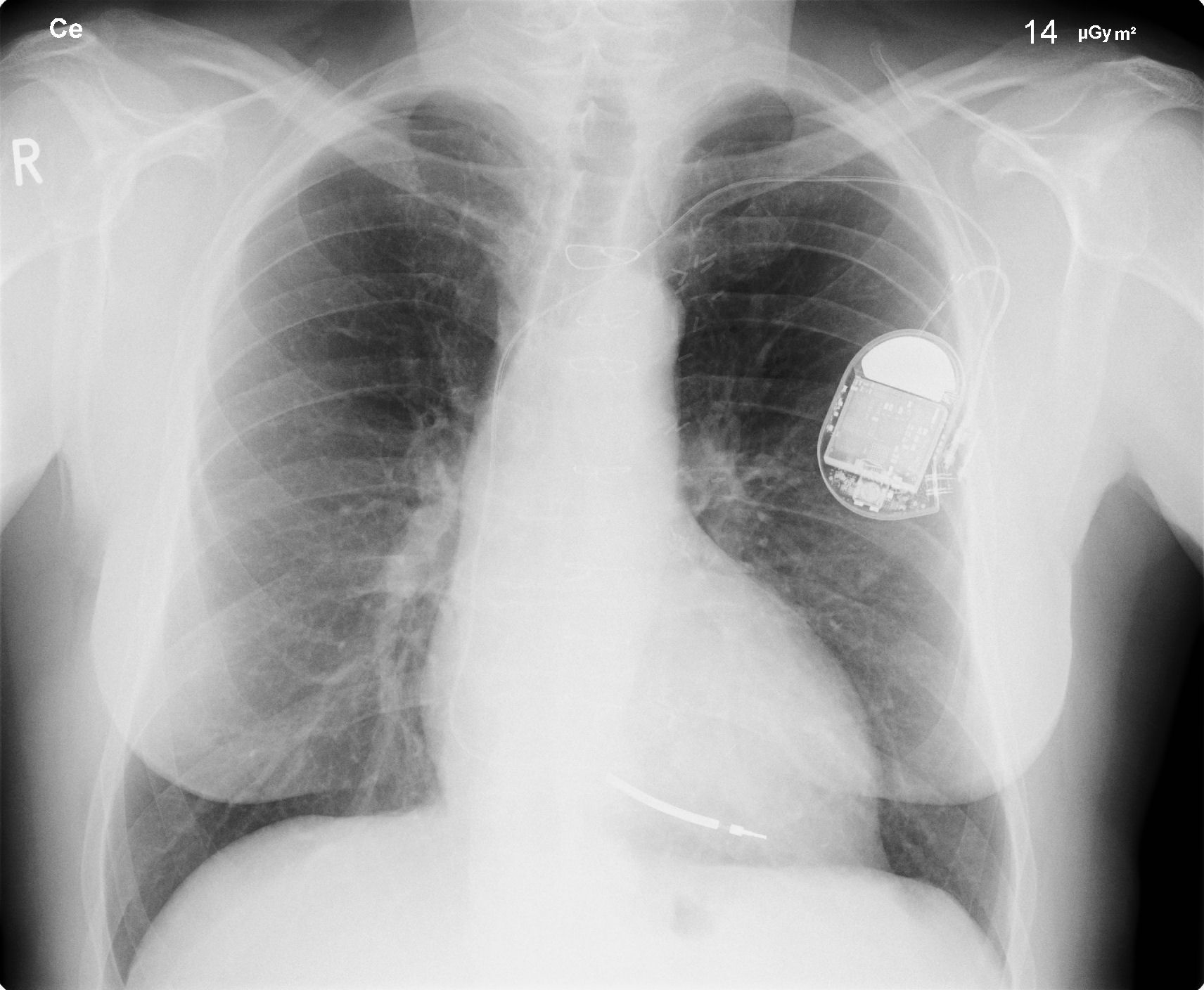
صورة بالأشعة السينية لناظمة ويظهر أيضا مسار سلك الناظمة

محاولة إحداث خطوة رئيسية للأمام في أداء الناظمة لتحاكي الطبيعة عبر استخدام مدخلات عدة لإنتاج ناظمة تستجيب للمعدّل بالاعتماد على عوامل مثل فترة QT, مستوى الأكسجين وثاني أكسيد الكربون المذاب (pO2 – pCO2) في النظام الشيرياني الوريدي، النشاط البدني ويتحدد بمقياس التسارع، درجة حرارة الجسد، مستوى ثلاثي فوسفات الأدينوسين (ATP)، الأدرينالين، الخ. بدلا من إنتاج معدل ضربات القلب بصورة ثابتة ومحددة مسبقا أو تحكّم متقطع كالناظمة، الناظمة الديناميكية بإمكانها تعويض كلا من العبء التنفسي الفعلي والعبء التنفسي المتوقع. وكانت أول ناظمة ديناميكية من اختراع أنثوني ريكاردس بالمستشفى الوطني للقلب في لندن، بريطانيا في عام 1982.
يمكن تطبيق تقنية الناظمة الديناميكية على القلوب الإصطناعية في المستقبل. إن التطورات في التئام النسيج الانتقالي قد تدعم ذلك وغيرها من الأعضاء/ المفاصل/ الأنسجة البديلة. ومن المحتمل أن تكون الخلايا الجذعية ذات فائدة لالتئام النسيج الانتقالي ويحتمل أيضا أن لا فائدة لها في ذلك.[بحاجة لمصدر]
قامت التطورات العديدة بتحسين التحكم بالناظمة عند زراعتها. وأصبح الكثير ممكنا بفضل الانتقال للناظمات الخاضعة لسيطرة المعالجات الدقيقة. وأصبحت ناظمات الأذين كما ناظمات البطين شائعة. وتسمى الناظمات التي تتحكم في كل من الأذينين والبطينين أجهزة ناظمة ثنائية الحجرات. على الرغم من أن نماذج الناظمات ثنائية الحجرات عادة ما تكون أكثر تكلفة، توقيت انقباضات الأذينين التي تسبق البطينين يحسن من كفاءة ضخ القلب من الممكن أن تكون مفيدة في فشل القلب الاحتقاني.
يسمح الإنظام المستجيب لمعدل السرعة للجهاز باستشعار النشاط البدني للمريض والاستجابة بشكل مناسب بزيادة أو خفض أسس معدل سرعة الإنظام باستخدام خوارزميات الاستجابة لمعدل السرعة.
وقد أظهرت تجارب DAVID  أن الإنظام الغير ضروري من البطين الأيمن من المحتمل أن يؤدي إلى تفاقم فشل القلب ويزيد من حدوث الرجفان الأذيني. الناظمات ثنائية الحجرات الحديثة تستطيع الإبقاء على انظام البطين الأيمن إلى حده الأدنى، وبالتالي تمنع تدهور مرض القلب.

## الاعتبارات

### الإدخال
ويتم إدخال الناظمة بعملية جراحية بسيطة تحت تأثير التخدير الموضعي أو التخدير الكامل. وقد يعطى المريض أدوية للاسترخاء قبل العملية. المضادات الحيوية تعطى لمنع الالتهابات. في معظم الحاللات يتم إدخال الناظمة في منطق الكتف الأيسر بإحداث شق أسفل عَظْمُ الطَّوق بإنشاء جيب صغير يضم الناظمة في جسد المريض. تصل الأسلاك (وتختلف بعددها تبعا لنوع الناظمة) للقلب عبر وريد زبير باستخدام التَنْظيرٌ التَأَلُّقِيّ (fluoroscope) لمراقبة تقدم عملية الإدخال. السلك المتصل بالبطين الأيمن يمكن وضعه بعيدا عن قمة البطين الأيمن على الجزء العلوي للحَاجِزُ بَينَ البُطَينَين أدنى مخرج التدفق لمنع حدوث تدهور في قوة عضلة القلب. المدة الفعلية للعملية تستغرق من 30-90 دقيقة.
بعد العملية يتوجب على المريض مراعاة الجرح الاهتمام حتى يلتئم تماما. هناك جلسة متابعة يتم فيها التحقق من الناظمة باستخدام «مبرمج» بإمكانه التفاعل مع الجهاز ويتيح لفني الرعاية الصحية لتقييم سلامة النظام ويحدد الوضعيات مثل ناتج فولطية الإنظام. يجب تحليل قوة قلب المريض بشكل دوري باستخدام تخطيط صدى القلب كل سنة إلى سنتين للتأكد من وضع أسلاك البطين الأيمن لم تضعف البطين الأيسر.
قد يرغب المريض بالأخذ بعين الاعتبار بعض التحضيرات قبل العملية. أهم هذه التحضيرات أن أولئك الذين يمتلكون شعر على الصدر قد يرغبون بإزالته إما بالجز قبل العملية مباشرة أو باستخدام مُزيلُ الشَّعْر (هناك تراجع بالقيام بالحلاقة قبل الجراحة حيث أنها تؤدي إلى حدوث جروح في الجلد وزيادة احتمالية الالتهابات لأي عملية جراحية) حيث أن العملية تقتضي استخدام ضمادات وعدة مراقبة تثبت على الجسم.
بما أن الجهاز يستخدم بطاريات، سوف يحتاج الجهاز إلى تبديل حيث أن البطاريات ستفقد طاقتها. عملية تبديل الجهاز عادة أبسط من عملية ادخاله الأصلية فهي لا تحتاج إلى زرع أسلاك في القلب. عملية الاستبدال النموذجية تتطلب جراحة بحيث يتم إحداث شق لإزالة الجهاز الحالي ويتم توصيل الأسلاك بالجهاز الجديد، ويوضع الجهاز الجديد في جسم المريض لاستبدال الجهاز السابق.

### بطاقة تعريف بناظمة المريض
بطاقات التعريف بناظمة المريض العالمية تحمل معلومات عن بيانات المريض (من بين أمور أخرى الأعراض الأولية، تخطيط القلب، المسببات المرضية)، مركز الناظمة (الطبيب والمستشفى)، مولد النبض المزروع (المعدل، ووضع وتاريخ الزرع، مصنع، نوع الجهاز) ونوع السلك.

### الفحوصات الدورية للناظمة

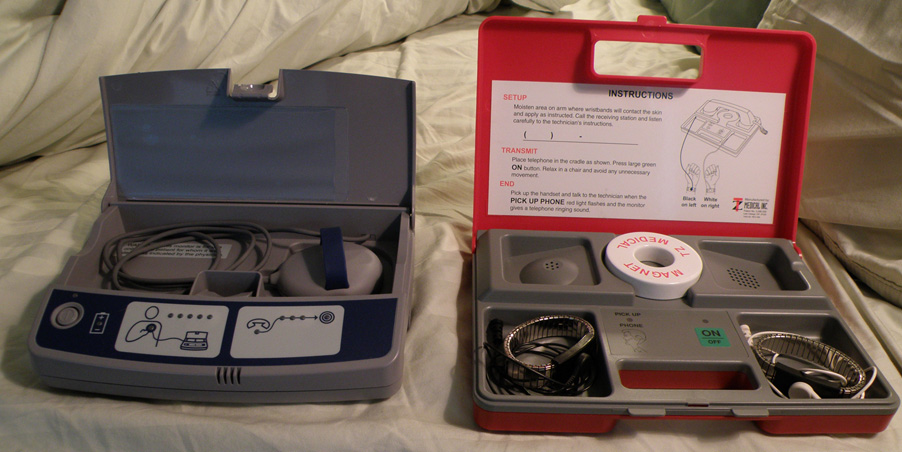
نوعين من الأجهزة التي تستخدم من قبل المرضى لتنظيم ضربات القلب

بعد أن يتم زرع الناظمة يجب أن يتم فحصها بشكل دوري لضمان عمل الجهاز وأدائه بالشكل المناسب. اعتمادا على الوتيرة التي يحددها الطبيب المعالج، يتم فحص الجهاز بقدر ما هو ضروري. فحص الناظمة الروتيني يتم عادة في المكتب كل ستة أشهر، بالرغم من ذلك فهناك تفاوت حسب وضع المريض والجهاز وتوفر المراقبة عن بعد.
وقت المتابعة في المكتب يخضع الجهاز لأداء اختبارات تشخيصية، هذه الاختبارات تتضمن:
- الاستشعار: قدرة الجهاز على «رؤية» نشاط القلب الفعلي (زَوالُ الاسْتِقْطاب الأذيني والبطيني).
- المقاومة: اختبار لقياس سلامة الأسلاك. زيادة كبيرة أو مفاجئة في المقاومة تؤشر إلى حدوث كسر في الأسلاك، بينما يدل الانخفاض الكبير أو المفاجئ على اختراق المادة العازلة للأسلاك.
- العَتَبَة: يؤكد هذ الاختبار على أقل كمية من الطاقة اللازمة (الفولطية واِتِّساعُ النَّبْض) لازالة استقطاب (الالتقاط) الحجرة القلبية التي يتم فحصها.

بما أن الناظمات الحديثة «على الطلب»، ويعني أنها لا تقوم بالإنظام إلا في حال كان الأمر ضروريا، يتأثر طول عمر الجهاز بكم يستخدم. ومن العوامل الأخرى التي تؤثر على طول عمر الجهاز النواتج المبرمجة والخوارزميات (السمات) التي تسبب مستوى أعلى من استنزاف البطارية.
جانب إضافي من الفحص المكتبي دراسة أي أحداث مخزنة من وقت المتابعة الماضي. هذه الأحداث مخزنة وفقا لمعايير محددة موضوعة من قبل الطبيب وخاصة بالمريض. تتوفر بعد الأجهزة القدرة على عرض تَخْطيطُ كَهْرَبِيَّةِ بَاطِنِ القَلْب لبداية الحدث والحدث نفسه. وهذا يساعد خاصة في تشخيص السبب وأصل الحدث لإجراء التعديلات البرمجية اللازمة.

### اعتبارات نمط الحياة
أسلوب حياة المريض عادة لا يخضع لتعديلات كبيرة بعد إدخال الناظمة. بعض التمارين البسيطة الطائشة كالرياضات والأنشطة التي تشمل على مجالات مغناطيسية مكثفة.
وقد يرى المريض أن بعض الأعمال اليومية تحتاج إلى تعديل. على سبيل المثال، وضعية حزام الأمان السيارة قد تكون غير مريحة إذا كان استخدامه يمر بمكان إدخال الناظمة.
يجب تجنب أي نوع من الأعمال التي تشمل مجال مغناطيسي مكثف. من هذه الأعمال اللحام القوسي، باستخدام بعض المعدات، أو صيانة المعدات الثقيلة التي قد تولد مجالات مغناطيسية مكثفة (مثل جهاز الرنين المغناطيسي).
مع ذلك، في شباط/2011 وافقت إدارة الاغذية والعقاقير على ناظمة جديدة تسمى Revo MRI SureScan، والتي تعد الأولى الملائمة لاستخدام جهاز الرنين المغناطيسي. هناك العديد من القيود على استخدامها بما في ذلك مؤهلات معينة المرضى، وأجزاء الجسم، وإعدادات المسح الضوئي.
وجدت دراسة أمريكية في عام 2008  أن المغناطيس في بعض سماعات الأذن لمشغلات الموسيقى المحمولة، وعند وضعها داخل إنْش واحد من أجهزة الناظمة، قد يسبب تشويشا.
قد تتطلب بعض الإجراءات الطبية استخدام المضادات الحيوية من قبل. ينبغي على المريض إبلاغ جميع العاملين في المجال الطبي أن لديه ناظمة. يمكن استبعاد بعض الإجراءات الطبية مثل استخدام التصوير بالرنين المغناطيسي في حال وجود ناظمة لدى المريض.
إضافة إلى ذلك، وفقا لجمعية القلب الأمريكية، لدى بعض الأجهزة المنزلية إمكانية التسبب بحدوث تشويش عن بعد من خلال تثبيط نبضة واحد في بعض الأحيان. إن الهواتف المحمولة المتوفرة في الولايات المتحدة (بأقل من 3 واط) لا يبدو انها تضر بمولدات النبض أو تؤثر على كيفية عمل الناظمة.

### إيقاف الناظمة
لجنة من جمعية إيقاع القلب، وهي منظمة متخصصة مقرها في واشنطن، العاصمة وجدت أنه من القانوني والأخلاقي احترام طلبات تعطيل أجهزة القلب المزروعة من قبل المرضى، أو من قبل ذوي السلطة القانونية لاتخاذ القرارات عنهم، ويقول المحامون أن الوضع القانوني مشابه لإزالة أنبوب التغذية، رغم أنه ليس هناك حاليا أي سابقة قانونية لإشراك صانعي الإنظام في الولايات المتحدة الأمريكية. من حق المريض في الولايات المتحدة رفض أو إيقاف العلاج، بما في ذلك الناظمة التي تحفظه على قيد الحياة. الأطباء لديهم الحق في رفض إيقاف تشغيله، ولكن تنصح اللجنة HRS بإحالة المريض إلى طبيب آخر يقوم بعملية الإيقاف. بعض المرضى يعتقدون أن الظروف الموهنة والميؤوس منها، كتلك الناجمة عن السكتة الدماغية البالغة أو المراحل المتأخرة من الخرف، يمكن قد تسبب الكثير من المعاناة لذلك فأنهم يفضلون عدم إطالة حياتهم مع تدابير داعمة، مثل أجهزة القلب.

### الخصوصية والأمان
وقد أثارت الناظمات التي تسمح الاتصالات اللاسلكية المخاوف الأمنية والخصوصية. حيث تكون أطراف ثالثة غير مصرح قادرة على قراءة سجلات المرضى الواردة في الناظمة، أو إعادة برمجة الأجهزة، كما ثبت من قبل فريق من الباحثين وكان البيان العملي على مدى قصير ولم تتم محاولة وضع هوائي طويل المدى. إن الدليل على مفهوم الاستغلال أثبت الحاجة لتحسين الأمن وتدابير تنبيه المريض في الزراعات الطبية والتي يسهل الوصول إليها عن بعد. ردا على هذا التهديد، وضع باحثون من جامعة بوردو وجامعة برينستون نموذج لجهاز جدار الحماية، سمي MedMon، الذي تم تصميمه لحماية الأجهزة الطبية اللاسلكية مثل الناظمات ومضخات الانسولين من المهاجمين.

### المضاعفات
أحد المضاعفات المحتملة في الناظمات ثنائية الحجرات الاصطناعية هي تسرع القلب بواسطة الناظمة (PMT) وهي شكل من أشكال تسرع القلب متعدد المداخل. حيث تشكل الناظمة الطرف التَقَدّمِيّ من الدارة (الأذين إلى البطين) وتشكل العُقْدَةُ الأُذَينِيَّةُ البُطَينِيَّة طرف الدارة الراجع ويتطلب علاجها إعادة برمجة الناظمة.
من المضاعفات المحتملة الأخرى تعقب الناظمة لتسرع القلب، حيث يتم تعقب تسرع القلب فوق البطيني بواسطة الناظمة ويتم إنتاج نبضات من سلك البطين. وقد أصبح حدوث ذلك نادرا حيث أن الناظمات الحديثة غالبا ما تترجم لتتعرف على تسرع القلب فوق البطيني وتحول إلى وضع عدم التعقب.
في بعض الأحيان تحتاج الأسلاك، والتي تعد صغيرة القطر، من الناظمة لموقع الزراعة في عضلة القلب إلى إزالة. يعد الالتهاب السبب الأكثر شيوعا لإزالة هذه الأسلاك ولكن مع مرور الوقت يمكن أن تتحلل لأسباب عدة مثل التواء السلك. تغييرات برمجة الناظمة قد تساعد في التغلب على تدهور الأسلاك إلى حد ما. ومع ذلك المريض فإن الذي قام بتبديل الناظمة مرات عدة خلال عقد أو عقدين قد يحتاج لجراحة لاستبدال الأسلاك.
ويمكن أن يتم استبدال الأسلاك بطريقتين. إدخال الأسلاك الجديدة من دون إزالة تلك القديمة (وهي غير مستحبة حيث أنها تسبب إعاقة إضافية لتدفق الدم ووظيفة صمام القلب) أو بإزالة الأسلاك الحالية وإدخال تلك الجديدة. تقنية استبدال الأسلاك تختلف وفقا لتقدير الجراح من احتمال أن السحب البسيط قد يفي بالغرض لإجراءات أكثر تعقيدا. يتم فصل الأسلاك عن الناظمة بسهولة لهذا السبب عملية الاستبدال تستلزم جراحة بسيطة للوصول إلى الجهاز وتبديله ببساطة بنزع الأسلاك منه وإيصالها بالجهاز الجديد. من المضاعفات المحتملة حدوث ثقب في جدار القلب تأتي من عملية إزالة الأسلاك من جسم المريض. الطرف الآخر من أسلاك الناظمة مثبتة في عضلة القلب.
بالإضافة إلى أن الأسلاك المثبتة من عقد أو اثنين عادة ما تتصل بأجزاء متعددة من جسم المريض على طول مسارها من الجهاز وصولا إلى عضلة القلب؛ حيث أن جسد الإنسان يميل إلى دمج الأجهزة الخارجية في الأنسجة. في بعض الحالات كتلك التي يزرع فيها الجهاز لمدة زمنية قصيرة تتطلب إزالة الأسلاك سحب بسيط خارج الجسم. أما في حالات أخرى تتم بجهاز للقطع والذي يمر على الأسلاك على طول مسارها لإزالة أي اتصالات عضوية باستخدام جهاز ليزر صغير للقطع أو ما يشابهه من الأجهزة.

## أجهزة أخرى بوظيفة الناظمة
بعض الأجهزة تشبه الناظمات، تسمى مقوم نظم القلب مزيل الرجفان القابل للزرع (ICDs). عادة ما تستخدم هذه الأجهزة في علاج المرضى الأكثر عرضة لتوقف القلب المفاجئ. لدى هذه الأجهزة القدرة على معالجة الكثير من أنواع اضطرابات نظم القلب باستخدام الإنظام، تقويم نظم القلب أو إزالة الرجفان. بعض تلك الأجهزة تفرق بين الرجفان البطيني وتَسَرُّعُ القَلْبِ البُطَينِيّ، ويمكنها انظام القلب أسرع من معدله الداخلي في حالة تَسَرُّعُ القَلْبِ البُطَينِيّ للخروج من التسارع قبل أن يتحول إلى رجفان بطيني. ويعرف بالإنظام السريع، إِنْظامٌ عالِي السُّرْعَة أو الإنظام المكافح للتسارع (ATP) وهو فعال فقط في حالة تَسَرُّعُ القَلْبِ البُطَينِيّ وغير فعال على الإطلاق في حالة الرجفان البطيني.
| I               | II                        | III               | IV                         |
| --------------- | ------------------------- | ----------------- | -------------------------- |
| حجرة الصدمة     | حجرة الإنظام المثبط لتسرع | اكتشاف تسرع القلب | حجرة الإنظام المثبط لتباطؤ |
| O = لا شيء      | O = لا شيء                | E = مخطط الكهربية | O = لا شيء                 |
| A =الأذين       | A = الأذين                | H = دِينَاميكيٌّ دَمَوِيّ | A = الأذين                 |
| V = البطين      | V = البطين                |                   | V = البطين                 |
| D = مزدوج (A+V) | D =مزدوج (A+V)            |                   | D = مزدوج (A+V)            |

| ICD-S | مقوم نظم القلب مزيل الرجفان القابل للزرع مع القدرة على الصدمة فقط                      |
| ICD-B | مقوم نظم القلب مزيل الرجفان القابل للزرع مع القدرة على الصدمة وانظام تباطؤ القلب       |
| ICD-T | مقوم نظم القلب مزيل الرجفان القابل للزرع مع القدرة على الصدمة وانظام تسرع وتباطؤ القلب |